# William Huggins (djurmålare)

William Huggins, självporträtt med kycklingar.

William Huggins, född i maj 1820 i Liverpool, död den 25 februari i Christleton nära Chester, var en engelsk målare.
Huggins vann ett namn som djurmålare; när han målade historiska motiv spelade djuren även där en väsentlig roll, som i Kristna kastade för lejonen och Daniel i lejongropen.